# Capuchon (lied)
Capuchon is een lied van de Nederlandse rapper Frenna. Het werd in 2018 als single uitgebracht en stond in hetzelfde jaar als tiende track op het album Francis. 

## Achtergrond
Capuchon is geschreven door Francis Junior Edusei en Tevin Irvin Plaate en geproduceerd door Spanker. Het is een nummer uit het genre nederhop. In het lied rapt de artiest over zijn jeugd en hoe hij een succesvolle rapper is geworden. Op de B-kant van de single is een instrumentale versie van het lied te vinden. De single heeft in Nederland de gouden status.

## Hitnoteringen
De rapper had succes met het lied in de hitlijsten van Nederland. Het piekte op de vijfde plaats van de Single Top 100 en stond twaalf weken in deze hitlijst. De Top 40 werd niet bereikt; het lied bleef steken op de derde plaats van de Tipparade. 